# Kaskelen
Kaskelen (kasachisch Қаскелең Qaskeleng, Qaskeleñ; russisch Каскелен Kaskelen) ist eine Stadt im Gebiet Almaty im Südosten von Kasachstan.

## Geografie
Qaskeleng liegt an der Nordflanke des Transili-Alatau. Der gleichnamige Fluss Qaskeleng durchfließt die Stadt in nördlicher Richtung. Kaskelen hat 62.997 Einwohner (Stand 2020) und bildet den Verwaltungssitz des Kreises Qarassai. Sie besitzt seit 1963 Stadtrechte. Kaskelen befindet sich 20 km westlich der ehemaligen Hauptstadt Almaty. Die Fernstraße A2 führt nördlich an Kaskelen vorbei von Alma-Ata nach Qordai.
|                        | Jan   | Feb   | Mär  | Apr  | Mai  | Jun  | Jul  | Aug  | Sep  | Okt  | Nov  | Dez  |   |      |
| Mittl. Temperatur (°C) | −7,9  | −6,7  | 0,6  | 9,4  | 15,4 | 19,6 | 22,1 | 21   | 16   | 8,5  | 0,5  | −4,7 | ⌀ | 7,9  |
| Mittl. Tagesmax. (°C)  | −3,2  | −1,8  | 5,3  | 14,7 | 21   | 25,2 | 28,3 | 27,6 | 22,8 | 14,3 | 5,2  | −0,5 | ⌀ | 13,3 |
| Mittl. Tagesmin. (°C)  | −12,6 | −11,5 | −4,1 | 4,1  | 10   | 14   | 16   | 14,5 | 9,3  | 2,7  | −4,2 | −8,9 | ⌀ | 2,5  |
|                        |       |       |      |      |      |      |      |      |      |      |      |      |   |      |
| Niederschlag (mm)      | 25    | 23    | 47   | 80   | 81   | 53   | 31   | 26   | 22   | 42   | 38   | 26   | Σ | 494  |

| −12,6 |

| −11,5 |

| −4,1 |

| 4,1 |

| 10 |

| 14 |

| 16 |

| 14,5 |

| 9,3 |

| 2,7 |

| −4,2 |

| −8,9 |

| −12,6 |

| −11,5 |

| −4,1 |

| 4,1 |

| 10 |

| 14 |

| 16 |

| 14,5 |

| 9,3 |

| 2,7 |

| −4,2 |

| −8,9 |

## Geschichte
Nach der Gründung der Festung Wernoje wurde von den örtlichen Behörden die Gründung mehrerer Kosakendörfer rund um Wernoje beschlossen, um die Ostgrenzen des Russischen Reiches zu stärken. Zunächst beherbergte dieser 1857 angelegte Außenposten 40 Kosaken, 1859 ließen sich weitere 143 Familien hier nieder. 1860 wurde an dieser Stelle der heutige Ort als staniza Ljubawinskaja (станица Любавинская) gegründet. 1900 wurde die Erzengel-Michael-Kirche erbaut. 1902 wurde das Dorf in staniza Kaskelenskaja (станица Каскеленская) umbenannt.
Am 8. Mai 1887 ereignete sich ein starkes Erdbeben, bei dem über 200 Gebäude im Ort zerstört wurden. Ab 1918 hieß der Ort Troizkoje (Троицкое), seit 1929 trägt er seinen heutigen Namen.
1963 bekam Qaskeleng das Stadtrecht verliehen.

## Bevölkerung
Qaskeleng hat heute rund 83.000 Einwohner und ist damit die größte Stadt im Bezirk Qarassai. Heute stellen Kasachen unter den Einwohnern die größte Bevölkerungsgruppe dar. Rund 63 Prozent der Einwohner sind Kasachen, weitere 14 Prozent sind Russen und elf Prozent der Bevölkerung stellen Türken dar. Knapp drei Prozent der Menschen in Kaskelen sind Tataren. Obwohl der größte Teil der Deutschen in den 1990er Jahren Kasachstan verlassen hat, leben noch immer rund 240 Deutsche in der Stadt.
| Einwohnerentwicklung               | Einwohnerentwicklung | Einwohnerentwicklung | Einwohnerentwicklung | Einwohnerentwicklung | Einwohnerentwicklung | Einwohnerentwicklung | Einwohnerentwicklung |
| 1939                               | 1959                 | 1970                 | 1979                 | 1989                 | 1999                 | 2009                 | 2021                 |
| ---------------------------------- | -------------------- | -------------------- | -------------------- | -------------------- | -------------------- | -------------------- | -------------------- |
| 7.157                              | 13.897               | 23.851               | 26.850               | 30.870               | 37.221               | 58.418               | 79.482               |
| Anmerkung: Volkszählungsergebnisse |                      |                      |                      |                      |                      |                      |                      |

## Wirtschaft und Infrastruktur
In Qaskeleng gibt es einen Kfz-Handelsplatz namens Barys. Er ist der flächenmäßig größte in Zentralasien. Auch größere Industrieunternehmen siedeln in der Stadt an. Dazu gehören der Süßwarenhersteller Chamle oder die Verpackungsfabrik RotoPak.
Mehrere Schnellstraßen verbinden Qaskeleng mit Almaty. Nördlich der Stadt verläuft die A2, eine wichtige Ost-West-Route im Straßen- und Autobahnnetz von Kasachstan. Sie führt östlich direkt weiter nach Almaty und westlich über Taras und Schymkent weiter nach Taschkent. Davon zweigt in Kaskelen die M36 ab, die den Westen von Almaty umgeht und schließlich über Qaraghandy in die Hauptstadt Astana führt. Südlich von Qasekeleng verläuft parallel zur A2 die A4, die derzeit erst zu einem kleinen Teil fertiggestellt ist und später einmal durch das Gebirge zur kirgisischen Grenze verlaufen soll.
Qaskeleng ist Sitz mehrerer Hochschulen und einer Universität. Es gibt unter anderem zwei medizinische und zwei technische Hochschulen. Seit 2011 hat die Süleyman-Demirel-Universität ihren Sitz in der Stadt; zuvor war sie im benachbarten Almaty angesiedelt. Am östlichen Stadtrand entstand ein neuer Universitätscampus auf dem rund 4.500 Studenten unterrichtet werden.

## Sport
In der Stadt ist der Fußballverein Sunkar Kaskelen beheimatet.

## Söhne und Töchter der Stadt
- Oras Schandossow (1899–1938), kasachisch-sowjetischer Politiker
- Ruslan Schaqsylyqow (* 1966), Generaloberst
- Irene Luft (* 1977), deutsche Modeschöpferin
- Dimitrij Schaad (* 1985), deutscher Schauspieler
- Alex Schaad (* 1990), deutscher Regisseur und Drehbuchautor